# 쇼비니

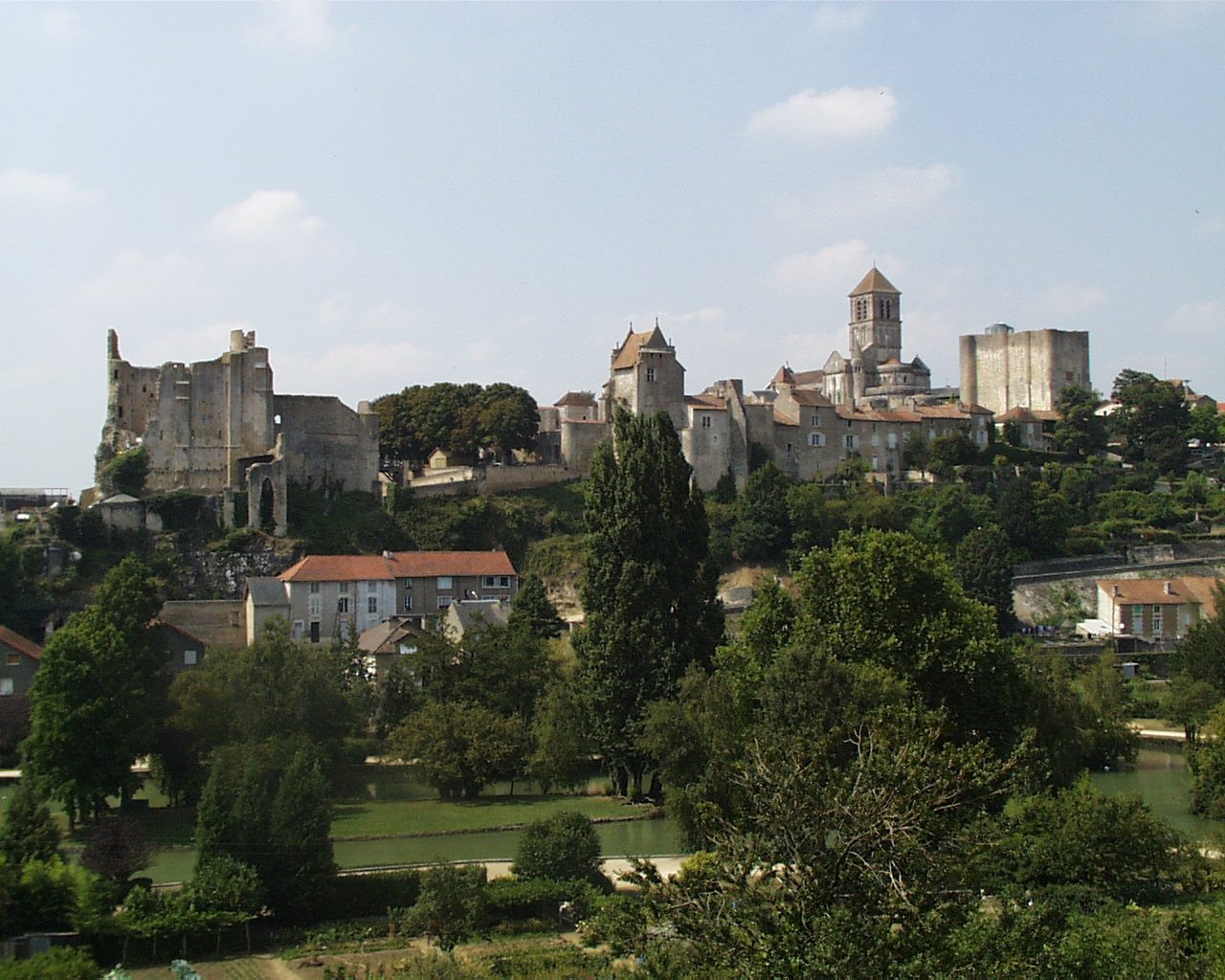
쇼비니

쇼비니(프랑스어: Chauvigny)는 프랑스 푸아투샤랑트 비엔주에 위치한 도시로 면적은 95.82km2, 인구는 7,050명(2006년 기준), 인구 밀도는 74명/km2이다. 푸아티에에서 동쪽으로 약 32km 정도 떨어진 곳에 위치한다.

시 문장